# Lisiczańsk

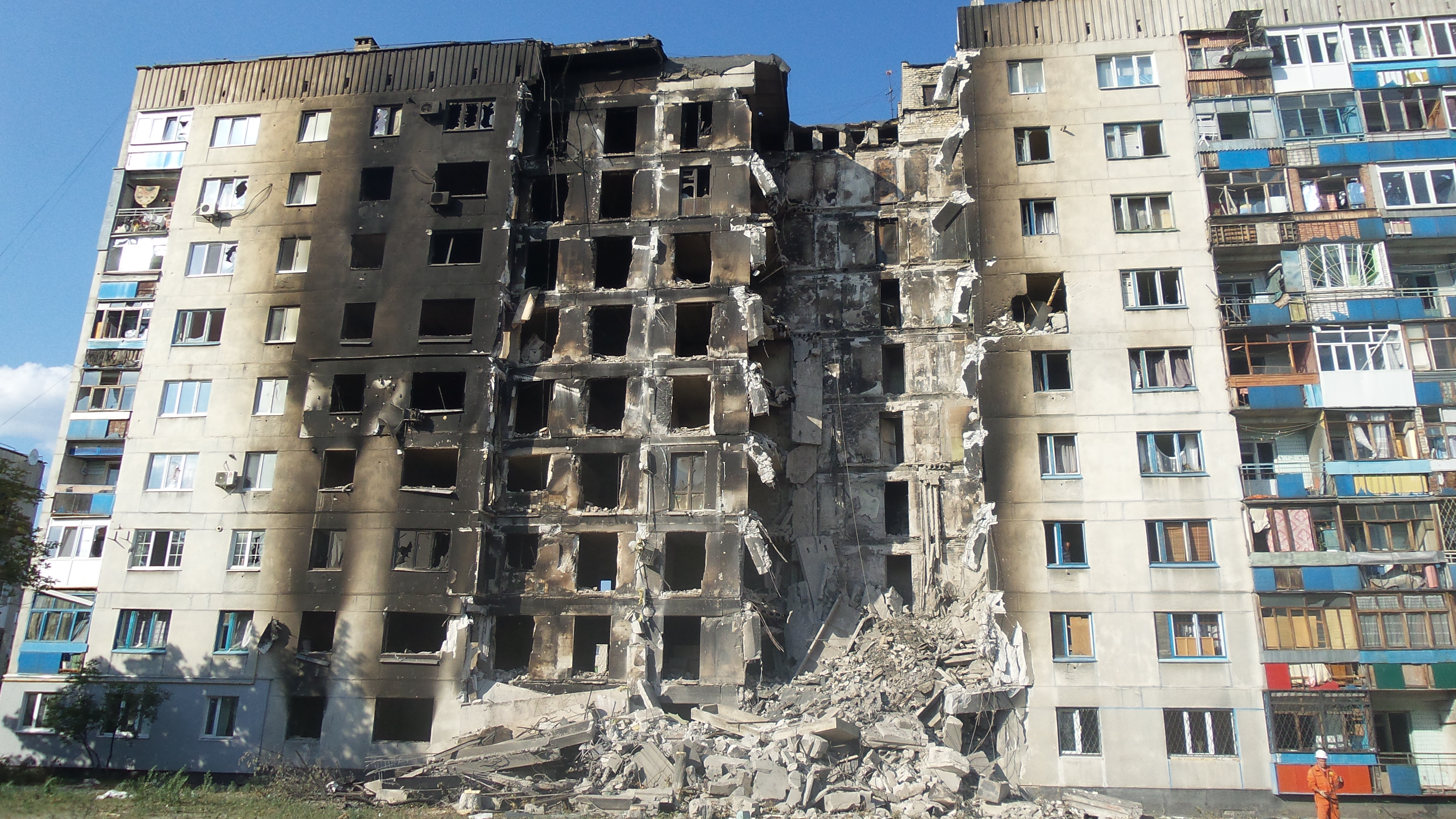
Miasto Łysyczańsk. Zniszczony budynek mieszkalny w wyniku wojny we wschodniej Ukrainie. 08.04.2014

Lisiczańsk (używana jest również nazwa Łysyczańsk, ukr. Лисичанськ, Łysyczanśk) – miasto we wschodniej części Ukrainy, w obwodzie ługańskim, nad Dońcem. Najstarszy ośrodek eksploatacji węgla w Donieckim Zagłębiu Węglowym, a także ośrodek przemysłu chemicznego, szklarskiego, maszynowego, spożywczego, odzieżowego i materiałów budowlanych.

## Historia
Miejscowość została założona w 1710. Wydobycie węgla rozpoczęło się w 1721. W 1806 otwarto szkołę Steigera – pierwszą szkołę górniczą na obszarze współczesnej Ukrainy.
W 1879 poprowadzono linię kolejową z Popasnej do Lisiczańska, a w 1895 dzięki połączeniu kolejowemu z Kupiańskiem miejscowość uzyskała dostęp do centralnych obszarów Imperium Rosyjskiego.
W 1890 powstała Doniecka Fabryka Sody, która w 1892 zaczęła produkować sodę kalcynowaną.
W 1918 zaczęto wydawać miejscową gazetę.
W 1925 miejscowości nadano status osiedla typu miejskiego. Prawa miejskie od 1938.
Rozwój Lisiczańska przerwała II wojna światowa. W pierwszych dniach wojny na front poszło tysiące obywateli, w tym 1200 ochotników. Wiele zakładów pracy zostało ewakuowanych w głąb lądu. Jesienią 1941 front zbliżył się do miasta. Na tej linii jednostki Armii Czerwonej utrzymywały obronę przez ponad sześć miesięcy.
Lisiczańsk był dwukrotnie pod okupacją niemiecką (od 10 czerwca 1942 do 6 lutego 1943 i od 3 marca do 2 września 1943).
Od 1952 Lisiczańsk stał się miastem podporządkowania regionalnego. W 1989 miasto miało 126 503 mieszkańców. W 2013 ich liczba spadła do 104 314.

### Wojna na wschodzie Ukrainy
Od 22 maja do 24 lipca 2014 Lisiczańsk znajdował się pod kontrolą bojowników marionetkowej Ługańskiej Republiki Ludowej.
24 lutego 2022 Rosja rozpoczęła wojnę na pełną skalę z Ukrainą. Wojska rosyjskie wielokrotnie ostrzeliwały Lisiczańsk. Z dworca zorganizowano pociągi ewakuacyjne. 11 czerwca 2022 prezydent Ukrainy Wołodymir Zełenski podpisał dekret nr 406/2022, powołujący Administrację Wojskową Miasta Lisiczańsk. Prezydent powołał na to stanowisko Wałerego Szibika.
2 lipca 2022 Siły Zbrojne Ukrainy opuściły swoje pozycje w Lisiczańsku.